# Биржевой товар
Биржевой товар (иногда коммодити или коммодитиз от англ. commodity) — товары, активно перепродаваемые на организованных рынках. Особенностью таких товаров является стандартность потребительских свойств, взаимозаменяемость, хранимость, транспортируемость, дробимость партий. Конкретные экземпляры таких товаров являются легко взаимозаменяемыми (или качественно однородными) и практически не имеет значения, кто, где и как их произвёл (нефть, бумага, молоко, медь и т. д.). Обычно основная торговля такими товарами концентрируется на товарных биржах, в том числе в форме товарных деривативов. Большая часть БТ — это сырьё.
Важной особенностью биржевых товаров является механизм ценообразования. На бирже формируются условия, близкие к идеальной конкуренции. Цена на такие товары зависит в первую очередь от глобального спроса и предложения.
В настоящее время на товарных биржах в мире продаётся около 100 биржевых товаров. На их долю приходится около 20 % международной торговли. Эти товары можно условно объединить в следующие группы:
- энергетическое сырье: нефть, дизельное топливо, бензин, мазут, пропан, уголь;
- цветные и драгоценные металлы: медь, алюминий, свинец, цинк, олово, никель, золото, серебро, платина и др.:
- зерновые: пшеница, кукуруза, овёс, рожь, ячмень, рис;
- маслосемена и продукты их переработки: льняное и хлопковое семя, соя, бобы, соевое масло, соевый шрот;
- живые животные и мясо: крупный рогатый скот, живые свиньи, бекон;
- пищевкусовые товары: сахар-сырец, сахар рафинированный, кофе, какао-бобы, картофель, растительные масла, пряности, яйца, концентрат апельсинового сока, арахис;
- текстильное сырье: хлопок, джут, натуральный и искусственный шёлк, мытая шерсть и др.
- промышленное сырье: каучук, пиломатериалы, фанера, серная кислота.

## Этимология
Слово коммодити появилось в английском языке в XV столетии, пришло из французского языка (фр. commodité) и означало выгоду или прибыль. Во французский язык это слово пришло из латинского (лат. commoditatem), где означало «соответствие, приспособление». Латинский корень commod- означает «надлежащий», «собственная мера, время или условие» и «преимущество, выгода».
В последнее время в промышленности слово коммодити употребляется в качестве названия для страховки рабочих.
Во многих странах СНГ по различным причинам на биржах торгуются и другие товары (например, автомобили, недвижимость), — несвойственные природе бирж. Из-за этого в среде биржевых профессионалов для обозначения основных биржевых товаров всё чаще используется заимствование из английского «коммодитиз».

## Торговля биржевыми товарами
Известные товарные биржи:
- Чикагская торговая палата (Chicago Board of Trade, CBOT)
- Чикагская товарная биржа (англ. Chicago Mercantile Exchange, CME)
- Dalian Commodity Exchange  (англ.) (DCE)
- Euronext.liffe (LIFFE)
- Kansas City Board of Trade  (англ.) (KCBT)
- Малайзийская биржа (англ. Kuala Lumpur Futures Exchange, KLSE)
- Лондонская биржа металлов (англ. London Metal Exchange, LME)
- Нью-Йоркская товарная биржа (англ. New York Mercantile Exchange, NYMEX)
- Multi Commodity Exchange  (англ.) (MCX)
- Санкт-Петербургская международная товарно-сырьевая биржа (SPIMEX)